# قطعنامه ۷۰۲ شورای امنیت
قطعنامه ۷۰۲ شورای امنیت سازمان ملل متحد که در تاریخ ۰۸ اوت ۱۹۹۱ تصویب شد، سندی بین‌المللی دربارهٔ پذیرش اعضای جدید سازمان ملل متحد: جمهوری دموکراتیک خلق کره و کره جنوبی است. این قطعنامه طی نشست ۳۰۰۱ام تصویب شد.